# Нода, Хидэки
Хидэки Нода (яп. 野田 英樹 Нода Хидэки, 7 марта 1969, Осака) — японский автогонщик, участник чемпионата мира по автогонкам в классе Формула-1.

## Биография
C 1982 года занимался картингом, выиграл несколько чемпионских титулов на национальном уровне. В 1989 году соревновался в Формуле-Опель, выиграл гонку в Донингтоне, в 1990-1994 годах участвовал в британской Формуле-3 и Формуле-3000. В конце 1994 года провёл три гонки в чемпионате мира Формулы-1 за команду Larrousse, ни в одной гонке не добрался до финиша. В 1996 году перешёл в американский чемпионат «Инди Лайтс», с 1998 года попеременно выступал в японском чемпионате GT, Формуле-Ниппон и Европейской серии Ле-Ман.

### Результаты гонок в Формуле-1
| Год  | Команда   | Шасси          | Двигатель | 1   | 2   | 3   | 4   | 5   | 6   | 7   | 8   | 9   | 10  | 11  | 12  | 13  | 14       | 15       | 16       | Место | Очки |
| ---- | --------- | -------------- | --------- | --- | --- | --- | --- | --- | --- | --- | --- | --- | --- | --- | --- | --- | -------- | -------- | -------- | ----- | ---- |
| 1994 | Larrousse | Larrousse LH94 | Ford      | БРА | ТИХ | САН | МОН | ИСП | КАН | ФРА | ВЕЛ | ГЕР | ВЕН | БЕЛ | ИТА | ПОР | ЕВР Сход | ЯПО Сход | АВС Сход | —     | 0    |